# Pierre Bergé

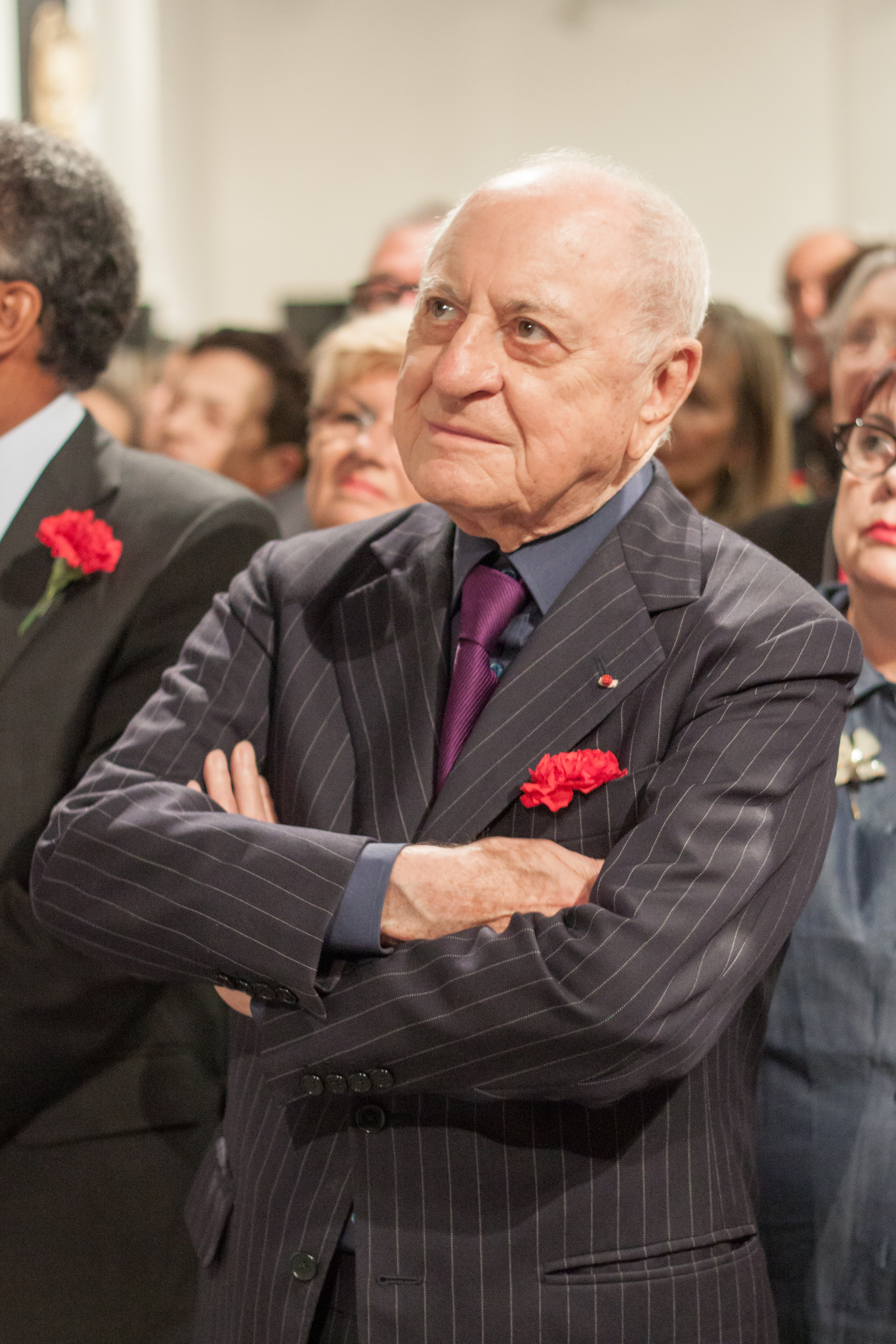
Pierre Bergé, 2012

Pierre Vital Georges Bergé (* 14. November 1930 auf der Île d’Oléron; † 8. September 2017 in Saint-Rémy-de-Provence) war ein französischer Unternehmer und Mäzen.

## Leben und Werk
Bergés Mutter Christiane war eine Grundschullehrerin, die nach der Montessoripädagogik unterrichtete, und eine Amateursängerin (Sopran). Sein Vater war als Finanzbeamter (Steuerinspektor) tätig. Bergé wurde von seinen Eltern, die sich für eine sozialistische Politik engagierten, „liberal, tolerant, ja anarchistisch“ erzogen. Er besuchte die Schule Lycée Eugène Fromentin in La Rochelle. Wenige Monate vor dem Baccalauréat zog er 1948 nach Paris, um Schriftsteller oder Journalist zu werden. Dort arbeitete er in mehreren Buchhandlungen und suchte die Schriftsteller Pierre Mac Orlan, Francis Carco, Jean Anouilh und vor allem Jean Cocteau auf. Er schrieb dem provençalischen Schriftsteller Jean Giono, der ihn einlud. Zwei Jahre lang blieb er bei Giono und kümmerte sich um dessen Haushalt. Giono ging neben seinem täglichen Schreibpensum vielen Aktivitäten nach und so erlernte Bergé von ihm eine strenge Zeitdisziplin.
1950 bis 1958 war Bergé der Lebensgefährte und Agent des Malers Bernard Buffet, dessen Werke er später kritisch sah.

### Yves Saint Laurent
1958 traf Bergé den französischen Modedesigner Yves Saint Laurent und wurde zu seinem Lebensgefährten bis zu Saint Laurents Tod im Jahr 2008. Gemeinsam mit Saint Laurent gründete und baute er 1961 das Modehaus Yves Saint Laurent Couture auf. Der amerikanische Versicherungskaufmann und spätere Bankier J. Mack Robinson aus Atlanta half dem Unternehmen mit einem privaten Kredit. 1966 gründete Bergé Saint Laurent Rive gauche, eine Kette von firmeneigenen Filialen, die Saint Laurents prêt-à-porter-Mode exklusiv verkaufte, aber zu geringeren Preisen als dessen Haute Couture. Robinson zog sich aus dem Unternehmen wieder zurück. Später lizenzierte Bergé die Mode Saint Laurents auch für andere Handelshäuser. Bergé galt als die entscheidende Kraft hinter allen wichtigen gemeinsamen Entscheidungen. Er äußerte dazu selbst: „… since the very beginning with Yves I organised everything.“ 1976 trennten sich Bergé und Saint Laurent, blieben aber einander in Freundschaft verbunden und führten als Geschäftspartner das Modehaus weiter. 2008 heirateten die beiden, um kurz vor dem Tod von Saint Laurent ein politisches Zeichen für die Homo-Ehe zu setzen.
Saint Laurent und Bergé haben während ihrer 50 Jahre währenden Beziehung eine der größten privaten Kunstsammlungen Europas zusammengetragen. Das Auktionshaus Christie’s und Pierre Bergé & Associés versteigerten vom 23. bis zum 25. Februar 2009 im Pariser Glaspalast Grand Palais die Sammlung. Es waren 733 Objekte und Gemälde aus allen Stilepochen, die allein wegen ihrer Qualität erworben wurden. Christie′s mietete für 300.000 Euro das Grand Palais und gestaltete es für eine Million Euro aus. Bei Christie’s sprach man von der „Auktion des Jahrhunderts“ und in der Presse nannte man die Auktion den „Verkauf des Jahrhunderts“ („la vente du siècle“). Der Erlös der Versteigerung, den Bergé zunächst auf 300 Mio. Euro geschätzt hatte, wurde mit 373,9 Millionen Euro übertroffen, was auch den Rekordwert für eine private Sammlung in Europa bildet. Den Betrag spendete er zur einen Hälfte für medizinische Forschungsprojekte über AIDS und zur anderen Hälfte an seine Stiftung «Fondation Pierre Bergé – Yves Saint Laurent», die sich dem Erhalt und der Präsentation des zeichnerischen und modischen Erbes Saint Laurents widmet. Im Jahr 2004 gründeten er und Saint Laurent diese Stiftung, um dessen Lebenswerk im früheren Atelier in der Avenue Marceau zu konservieren und zu erschließen. Der Fundus umfasst 5.000 Kleider, 15.000 Accessoires und Zeichnungen sowie nahezu alle Berichte in den Druck- und audiovisuellen Medien.

### Kulturelles Engagement
1985 gründete Pierre Bergé gemeinsam mit dem Journalisten Georges-Marc Benamou das linke, intellektuelle Monatsmagazin Globe und unterstützte damit François Mitterrands Wiederwahl zum französischen Staatspräsidenten. Als Freund von Mitterrand gelang es ihm, ihn davon zu überzeugen, dass Paris ein zweites Opernhaus brauche. Im August 1988 wurde Bergé ehrenamtlicher Präsident der Opéra Bastille in Paris und führte das Opernhaus bis 1994. Danach wurde er Ehrenpräsident der Opéra National de Paris. In den 1960er-Jahren leitete er neben seinem Unternehmen auch zwei Theater. Im „Théâtre de l’Athénée“ führte er Soiréen ein, bei denen er damals noch unbekannte Künstler wie Jessye Norman oder Gundula Janowitz zur Bekanntheit verhalf. Bergé war Präsident der Organisation Médiathèque Musicale Mahler, die sich den Musikwerken des 19. und 20. Jahrhunderts widmet.

### Mäzenatentum

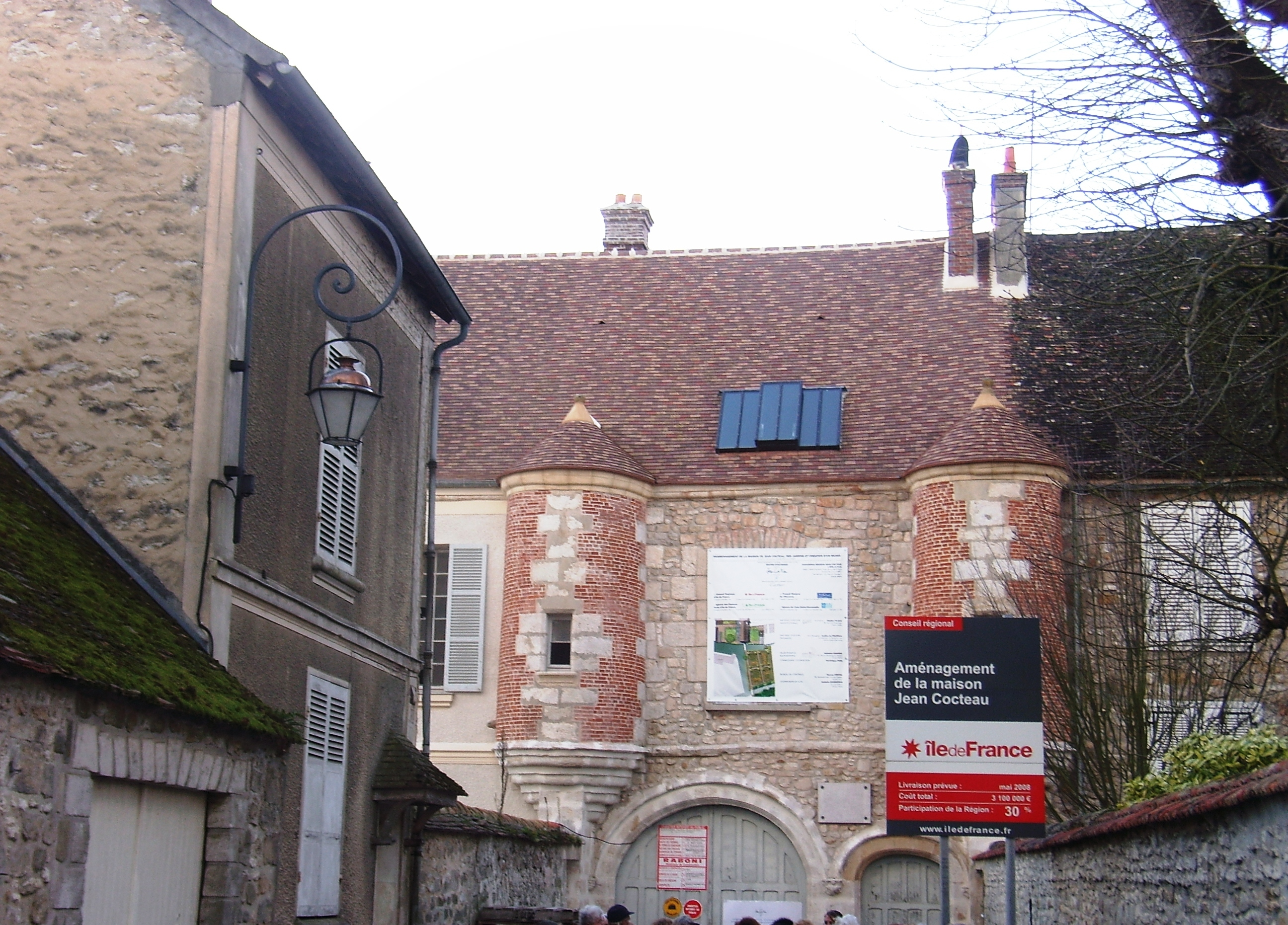
Maison Jean Cocteau, Milly-la-Forêt, 2008

Bergé war darüber hinaus ehrenamtlicher Präsident der Stiftung Comité Jean Cocteau und im Besitz der Rechte an den literarischen Werken von Jean Cocteau. Da die Erben Cocteaus dessen Hinterlassenschaft aufgelöst hatten, musste er seinen Plan eines Museums aufgeben. Stattdessen förderte er mit 3,5 Mio. € die Renovierung von Cocteaus letztem Wohnhaus (1947–1963) in Milly-la-Forêt, 50 km südöstlich von Paris gelegen. Es wurde am 22. Juni 2010 von Kulturminister Frédéric Mitterrand eröffnet. Die erste Galerie enthält eine Dauerausstellung von etwa 500 Cocteau-Portraits von Künstlern und Cocteaus Freunden, darunter Bilder von Warhol, Picasso, Modigliani und Man Ray. Da Bergé keine dauerhafte Finanzierung vorgesehen hatte, musste nach seinem Tod das Cocteau-Haus das Personal entlassen, bis auf den Pförtner und den Gärtner.
Als Präsident der Association Maison Zola förderte Bergé die Renovierung des Hauses von Émile Zola in Médan westlich von Paris, das zu einem Museum umgestaltet werden sollte. Er unterstützte das theatrale Schaffen von Robert Wilson und das literarische Werk von Peter Brook.
1998 spendete er für den Obelisken auf dem Place de la Concorde den krönenden Abschluss, ein 3,6 m hohes Pyramidion aus vergoldeter Bronze. Weiterhin schenkte er mehreren Museen Gemälde und wertvolle Möbel (siehe Internetseite seiner Fondation). Ab 1999 übernahm er die Finanzierung des nonkonformistischen Literaturpreises Prix Décembre.
Bergé war als LGBT-Aktivist Mitgründer des französischen LGBT-Magazins Têtu, das er mitfinanzierte. Er unterstützte AIDS-Organisationen wie Act Up in Paris. 1996 wurde er Präsident der AIDS-Organisation Sidaction.

### Verschiedenes
Im Jahr 2001 gründete er in Paris das Auktionshaus Pierre Bergé & Associés mit Filialen in Genf und Brüssel. Er war Präsident des «Institut Français de la Mode» („Institut der französischen Mode“) seit dessen Gründung im Jahr 1986. Im französischen Präsidentschaftswahlkampf 2007 unterstützte er Ségolène Royal.
Am 25. Juni 2010 erhielt er gemeinsam mit dem Bankier Matthieu Pigasse (Vize-Präsident von Lazard-Europa) und dem Internetunternehmer Xavier Niel (groupe Iliad, DSL-Anbieter Free) den Zuschlag für den Kauf der wirtschaftlich angeschlagenen Tageszeitung Le Monde, die bislang mehrheitlich von ihren Redakteuren getragen wurde. Bergé und seine Compagnons garantierten der Redaktion weiterhin ihre journalistische Unabhängigkeit. Staatspräsident Nicolas Sarkozy intervenierte mehrmals und drohte schließlich der Redaktion bei einem Votum für Bergé & Co. mit einer Streichung der Subventionen für die Modernisierung der Le Monde-Druckerei. Der Aufsichtsrat der Le Monde-Gruppe hat sich mit knapper Mehrheit für das Übernahmeangebot der Investorengruppe um Bergé entschieden. Im März 2017 heiratete er Madison Cox. Bergé litt unter Myopathie und war auf den Rollstuhl angewiesen.  Er starb in seinem Landhaus in Saint Rémy.

## Ehrungen
Bergé wurde mit dem Orden von Oranien-Nassau (Offizier) und dem Ordre national du Mérite (Offizier) ausgezeichnet und als Kommandeur in den Ordre des Arts et des Lettres und die Ehrenlegion aufgenommen. Im Juli 1993 wurde er zum Ehrenbotschafter der UNESCO ernannt.

## Schriften
- Liberté, j'écris ton nom. Grasset, Paris 1991, ISBN 2-246-45481-6.
- Yves Saint Laurent. Schirmer/Mosel, München 1997.
- Inventaire Mitterrand. Stock, Paris 2001, ISBN 2-234-05408-7.
- Majorelle. Une oasis marocaine. Fotografien von Claire de Virieu. Actes Sud, Arles 1999, ISBN 2-7427-2430-3 (Reihe Grands jardins), englisch: Majorelle. A Moroccan Oasis. ISBN 0-86565-210-4.
- Les jours s’en vont, je demeure. Autobiographie. Gallimard, Paris 2004, ISBN 2-07-031650-5.
- Album Cocteau. Biographie et iconographie. Gallimard, Paris 2006, ISBN 978-2-07-011808-3 (Reihe Album de la Pléiade).
- mit René Sirvin: Théâtre du Châtelet. Un festival permanent (1999-2006). Fotografien von Marie-Noëlle Robert. Édition Cercle d’Art, Paris 2006, ISBN 2-7022-0767-7.
- L’art de la préface. Anthologie. Gallimard, Paris 2008, ISBN 978-2-07-012281-3 (Anthologie von 18 Vorworten, geschrieben von Proust, Valéry, Claudel, Jouhandeau, Mallarmé u. a.)

## Film
- Celebration, französischer Dokumentarfilm von Olivier Meyrou (2007)